# Bradley (Staffordshire)
Bradley es una localidad situada en Staffordshire (Inglaterra). Según el censo de 2011, tiene una población de 513 habitantes.

## Demografía
Según el censo de 2001, en ese momento Bradley tenía 395 habitantes (46,58% varones, 53,42% mujeres) y una densidad de población de 21,28 hab/km². El 16,96% eran menores de 16 años, el 74,94% tenían entre 16 y 74, y el 8,1% eran mayores de 74. La media de edad era de 45,12 años. Del total de habitantes con 16 o más años, el 15,85% estaban solteros, el 69,82% casados, y el 14,33% divorciados o viudos.
Según su grupo étnico, el 98,48% de los habitantes eran blancos y el 1,52% mestizos. La mayor parte (97,96%) eran originarios del Reino Unido. El resto de países europeos englobaban al 0,76% de la población, mientras que el 1,27% había nacido en cualquier otro lugar. El cristianismo era profesado por el 84,13% y el hinduismo por el 0,76%, mientas que el 7,05% no eran religiosos y el 8,06% no marcaron ninguna opción en el censo.
Había 169 hogares con residentes y 4 vacíos.